# Ruy González de Clavijo
Pour les articles homonymes, voir González et Clavijo.
Ruy González de Clavijo (m. le 2 avril 1412) est un écrivain, voyageur, historien, explorateur et diplomate castillan. En 1403, il est envoyé comme ambassadeur par Henri III de Castille à la cour de Tamerlan, chef de l’Empire timouride, dans le but de former une alliance contre les Turcs ottomans, et revient en 1406. Il est principalement connu pour les notes du récit de son voyage, publiées officiellement en espagnol en 1582 sous le nom Embajada A Tarmolan puis revisité et publié en anglais en 1859 avec comme titre  Narrative of the Embassy of Ruy Gonzales de Clavijo to the Court of Timour at Samarcand. Durant son long voyage, Ruy González de Clavijo visite Constantinople, Trébizonde, l’Arménie, le Khoraçan, Samarcande et Téhéran. Le récit de son voyage, probablement écrit avec l’aide du moine dominicain Alfonso Páez, est une source d’information précieuse de la fin du Moyen Âge sur les tendances géopolitiques de l’époque, sur la vision du monde sur Constantinople et une riche source d’information sur l’empire Timuride qui s’est effondré quelques années seulement après le voyage de González de Clavijo. Ce journal, rédigé en suivant la chronologie, est extrêmement détaillé et fait de cet ouvrage une pièce unique du Moyen Âge espagnol[Quoi ?] en plus d’être la source d’information la plus précise sur l’empire Timuride, son histoire sociale et son architecture, aujourd’hui disparus. Il faut attendre le XVIIe siècle pour que le récit de González de Clavijo circule largement en Europe.

## Biographie
On sait très peu de choses sur la vie de Ruy González de Clavijo. Il naît à Madrid, l’année étant inconnue. Il est déjà chambellan du roi Henri III de Castille quand il est choisi pour mener l’ambassade qui doit se rendre à la cour de Tamerlan. À son retour en Espagne[Quoi ?], en 1406, après sa longue expédition, Clavijo retrouve son poste de chambellan auprès du roi Henri III jusqu’à la mort de celui-ci, le 25 décembre de la même année. Il sert ensuite le roi Jean II, occupant aussi un poste de chambellan. Ruy González de Clavijo meurt le 2 avril 1412 et est enterré à la chapelle qu’il a lui-même fait construire en 1406 pour le monastère de San Francisco de Madrid. En 1573, sa tombe est déplacée au centre de l’église de San Francisco, puis en 1580 elle est placée dans le mur de l’église, près de l’autel.

## Contexte historique
L’ambassade de González de Clavijo est la deuxième délégation envoyée par le roi Henri III de Castille à l’empereur Tamerlan. Effectivement, en 1402 le roi envoie une première expédition rencontrer le khan Tamerlan. L’ambassade est menée par le chevalier Payo Gómez de Sotomayor et Hernán Sánchez de Palazuelos. Ils rencontrent Tamerlan, qui vient de gagner une importante bataille contre le chef Ottoman Bayezid Ier, à Ankara. La première expédition revient avec un ambassadeur oriental nommé Mohammed Al-Kashi ainsi que deux femmes chrétiennes libérées du harem de Bayezid. C’est donc dans un contexte où les deux monarques se connaissent et se respectent que l’ambassade de González de Clavijo est déployée. D’ailleurs, Tamerlan entretient d’assez bonnes relations avec le reste des monarques européens de l’époque et envoie des lettres à plusieurs d’entre eux dans le but de former des alliances commerciales ou de s’unir contre les Ottomans. Il contacte entre autres Charles VI de France, Henri IV d’Angleterre, les Génois et les Vénitiens.

## Ambassade à Tamerlan

### Récits de voyage
Embajada a Tamerlan est un des plus vieux récits de voyage espagnols de valeur à une époque où la littérature espagnole[Interprétation personnelle ?] était plutôt constituée de ballades et de quelques chroniques. Le journal de l’ambassadeur est rédigé selon une structure journalière et chronologique. La version de 1582, traduite en anglais en 2004 par Guy le Strange, est séparée en 17 chapitres, pour chaque ville visitée, certaines villes prenant plusieurs chapitres, divisés en thèmes. Le voyage de González dé Clavijo commence à Cadix et se termine à Samarcande qu’il quitte pour retourner à Séville.
Plus souvent qu’autrement, Clavijo y inscrit des entrées pour chaque jour du voyage jusqu’à la destination finale de l’ambassade espagnole[Quoi ?], Samarcande. Une fois arrivé dans l’empire timouride, González de Clavijo écrit de longues descriptions de cet empire disparu aujourd’hui et y couvre un vaste éventail de thèmes : il y parle de la gestion de l’armée, du type de gouvernement, du commerce, des coutumes locales, du langage et de ses spécificités. González de Clavijo interrompt parfois son récit pour situer le lecteur dans le contexte socio-historique de l’époque, en évitant le plus possible une lecture subjective de l’histoire et en faisant un effort visible pour atteindre une certaine objectivité dans la description des événements et des divers thèmes concernant cet empire oriental. Le style de González de Clavijo est particulier pour l’époque, la description des événements et des décors.
Ruy González de Clavijo quitte la ville de Cadix par le puerto de Santa María le 21 mai 1403 avec comme mission de rencontrer Tamerlan en Géorgie actuelle. González de Clavijo est accompagné par un moine dominicain nommé Alfonso Páez de Santa María, un membre de la garde royale nommé Gómez de Salazar, un autre homme nommé Alfonso Fernández de Mesa ainsi que d’autres hommes dont nous ne connaissons pas l’identité. Il est estimé que le nombre de membres de l’ambassade s’élevait à quinze. Le 24 octobre 1403, les membres de l’ambassade arrivent à Constantinople et sont reçus par l’empereur byzantin Manuel II Paléologue.
Après six mois à Constantinople, l’équipage reprend la route le 20 mars 1404 et arrive à Trébizonde le 11 avril. L’empereur Tamerlan ayant quitté la ville récemment, Calvijo[Qui ?] et ses hommes doivent voyager plus loin que prévu. Maintenant accompagnés par des membres de la cour de l’empereur Timouride, l’ambassade Castillane se dirige vers Samarcande en passant par des nombreuses villes : Zigana, Torul, Erzincan, Erzurum, Surmari, Ararat, Maku, Khoy (où ils sont rejoints par l’ambassade du Sultan d’Égypte, Al-Malik al-Nasir Faraj). Tabriz, Miyana, Zanjān, Sultaniyya, Téhéran, Simnan, Fîrûz-Kuh, Dāmghān, Jajarm, Nichapour, Andkhvoy, Balkh, Tirmidh and Kish (Shahr-i Sabz). Ils arrivent à Samarcande le 4 septembre 1404. L’ambassade reste dans la ville jusqu’à ce que l’empereur Tamerlan les renvoie le 21 novembre de la même année, à peine six jours avant sa campagne militaire contre la Chine Ming.

## Œuvre
- (es) Historia del gran Tamorlan e itinerario y enarracion del viage, y relacion de la Embaxada que Ruy Gonçalez de Clavijo le hizo, por mandado del muy poderoso Señor Rey Don Henrique el Tercero de Castilla, y un breve discurso fecho por Gonçalo Argote de Molina, para mayor inteligencia deste libro…, site Biblioteca virtual Miguel de Cervantes

### Source partielle
- Marie-Nicolas Bouillet  et Alexis Chassang (dir.), « Ruy González de Clavijo » dans Dictionnaire universel d’histoire et de géographie, 1878 (lire sur Wikisource)
- Ilia Zdanevitch, L'itinéraire géorgien de Ruy Gonzales de Clavijo et les églises aux confins de l'Atabegat, Trigance, [s. nom d'éditeur] 1966, 24 p., illustrations en noir, cartes et plans (imprimé en l'honneur du XIIIe congrès international d'études byzantines).